# Francisco García Osorio
Francisco García Osorio o bien Francisco García Osorio de Sandoval (n. Corona de España, ca. 1535 – f. Imperio español, principios del siglo XVII) era un militar español que fuera asignado en el cargo de gobernador y capitán general de Cuba desde 1565 hasta 1567.

## Biografía
Francisco García Osorio de Sandoval había nacido hacia 1535 en alguna parte de la Corona de España. Se unió al Ejército Español en su juventud, donde destacó, siendo ascendido a capitán de galeones.
En 1565 fue nombrado gobernador y capitán general de Cuba, por lo cual llegó a La Habana el 19 de septiembre del mismo año. Tras obtener información sobre la situación defensiva existente en La Habana, en España, decidió  pedir cañones, pólvora y artilleros para reforzarla una vez estuviera en el puerto cubano.
Además, tras establecerse en Cuba, reforzó la guarnición habanera y estableció providencias encaminadas para precipitar los trabajos que realizaba el ejército, y subsanar deficiencias y los erroresque habían sido  imputados a su predecesor en el cargo, Diego de Mazariegos.
Enemigo de Pedro Menéndez de Avilés y de algunos de sus subordinados, se negó a aceptar el nombramiento de Baltasar de Barreda como alcaide de La Fuerza por parte de Avilés, llegando a enfrentársele y originando una riña importante entre los parciales de ambos, que terminó con el ahorcamiento de dos soldados de Osorio.
Así, este fue acusado de haber promovido la deserción y el motín, y de haber tratado de sustituir a Barreda por Pedro de Redrobán, otro de los capitanes al servicio de Menéndez de Avilés. Este último retiró la guarnición de La Habana, aunque Barreda se mantuvo en el puerto cubano, y además “se hizo cargo del medio en que se desarrollaban los sucesos a la sazón presentes”.
Sus enfrentamientos también se extendieron contra otros personajes importantes en Cuba e intentó sobreponer su poder sobre el de uno de los “primados eclesiásticos”, aunque la Iglesia estuviera unida a la Corona en estos momentos y tuviera una enorme importancia en la política española.
Además, mandó a encarcelar al maestro de cantería Francisco de Calona por proporcionar herramientas a los soldados de Avilés para que trabajasen en la construcción de la fortaleza «Fuerza Vieja». Todo esto originó su destitución, la cual se hizo efectiva en 1567, siendo reemplazado por el propio Avilés.